# كارلوس نيفا
كارلوس نيفا (بالإسبانية: Carlos Neva)‏ هو لاعب كرة قدم إسباني في مركز الدفاع، ولد في 12 يونيو 1996 في إل بويرتو دي سانتا ماريا في إسبانيا. لعب مع نادي غرناطة.

## وصلات خارجية
- كارلوس نيفا على موقع الاتحاد الأوربي (الإنجليزية)
- كارلوس نيفا على موقع قاعدة بيانات كرة القدم.إي يو (الإنجليزية)
- كارلوس نيفا على موقع Soccerway.com (الإنجليزية)
- كارلوس نيفا على موقع عالم كرة القدم.نت (الإنجليزية)